# 하파에우 다 시우바
하파에우 다 시우바(포르투갈어: Rafael da Silva, 1992년 4월 4일~ 는 브라질의 축구 선수로 K리그 등록명은 하파 실바였다.

## 클럽 경력

### 코리치바 FC
SC 코린치앙스 유스팀을 거쳐 2012년 코리치바 FC 성인팀 입단을 통해 프로에 입문한 뒤 2시즌동안 공식전 20경기 1골을 기록하며 팀의 캄페오나투 파라나엔시 2연패, 2012년 코파 두 브라지우 준우승 등에 일조했다.

### FC 루가노
2013 시즌을 마친 뒤 당시 스위스 챌린지 리그 소속팀인 FC 루가노로 이적 후 2014년 8월까지 몸 담는동안 공식전 30경기 12골을 터뜨리며 팀의 2013-14 스위스 챌린지 리그 준우승에 이바지했다.

### 알비렉스 니가타
2014년 8월 일본 J1리그의 알비렉스 니가타에 입단하며 처음으로 아시아 무대를 밟은 후 2016 시즌까지 공식전 60경기 22골을 터뜨렸고 특히 2015년 J리그컵에서 9경기 2골을 기록하며 구단 역사상 첫 리그 컵대회 4강 진출이라는 새 역사를 만들었다.

### 우라와 레즈
2017 시즌을 앞두고 같은 J1리그의 우라와 레즈로 트레이드되어 공식전 41경기 21골로 개인 커리어 역사상 최다 득점 기록을 경신하면서 2017년 AFC 챔피언스리그 우승, 2017년 수루가 뱅크 챔피언십 우승 등에 공헌했고 특히 팀이 우승을 차지한 2017년 AFC 챔피언스리그에서 11경기 9골로 상하이 하이강의 같은 브라질 출신 공격수 헐크와 함께 득점 랭킹 공동 2위에 오르는 기염을 토했다.

### 우한 창장
2017 시즌을 마치고 중국 갑급리그의 우한 창장으로 이적한 후 2018 시즌 갑급리그에서 23경기 22골로 득점 랭킹 3위에 이름을 올리며 팀의 우승과 함께 중국 슈퍼리그 2019 승격을 이끌었고 중국 슈퍼리그 2019에서도 15경기 8골을 터뜨리며 구단 역사상 슈퍼리그 역대 최고 성적인 6위에 기여했으나 2020 시즌 이후 3시즌동안 출전 기회를 제대로 부여받지 못했고 결국 팀도 2022 시즌 슈퍼리그 16위라는 부진한 성적으로 승격 4시즌만에 갑급리그로 재강등되면서 팀을 떠났다.

### 크루제이루 EC
우한 창장을 떠난 이후 2022년 세리이 B의 크루제이루 EC 입단을 통해 고국으로 돌아오자마자 팀의 리그 우승을 맛보았다.

### 전북 현대 모터스
2022 시즌을 마친 후 2023년 1월 10일 대한민국 K리그1의 강호 전북 현대 모터스 이적을 확정지으며 처음으로 한국 땅을 밟았다.

## 수상

### 클럽
코리치바 FC
- 캄페오나투 파라나엔시 : 우승 (2012, 2013)
- 코파 두 브라지우 : 준우승 (2012)

 FC 루가노
- 스위스 챌린지 리그 : 준우승 (2013-14)

 알비렉스 니가타
- J리그컵 : 4강 (2015)

 우라와 레즈
- AFC 챔피언스리그 : 우승 (2017)
- 수루가 뱅크 챔피언십 : 우승 (2017)

 우한 창장
- 중국 갑급리그 : 우승 (2018)

크루제이루 EC
- 세리이 B : 우승 (2022)

## 선수 기록
2017년 11월 5일 기준
| 선수 기록   | 선수 기록   | 선수 기록   | 리그 | 리그 | FA컵 | FA컵 | 리그컵 | 리그컵 | 대륙대회 | 대륙대회 | 총합 | 총합 |
| 시즌        | 구단        | 리그        | 출장 | 득점 | 출장 | 득점 | 출장   | 득점   | 출장     | 득점     | 출장 | 득점 |
| 브라질      | 브라질      | 브라질      | 리그 | 리그 | FA컵 | FA컵 | 리그컵 | 리그컵 | 대륙대회 | 대륙대회 | 총합 | 총합 |
| ----------- | ----------- | ----------- | ---- | ---- | ---- | ---- | ------ | ------ | -------- | -------- | ---- | ---- |
| 2012        | 코리치바    | 세리이 A    | 7    | 0    | 3    | 0    | –      | –      | –        | –        | 10   | 0    |
| 2013        | 코리치바    | 세리이 A    | 0    | 0    | 0    | 0    | –      | –      | –        | –        | 0    | 0    |
| 스위스      | 스위스      | 스위스      | 리그 | 리그 | FA컵 | FA컵 | 리그컵 | 리그컵 | 대륙대회 | 대륙대회 | 총합 | 총합 |
| 2013-14     | 루가노      | 슈퍼리그    | 26   | 9    | 1    | 0    | –      | –      | –        | –        | 27   | 9    |
| 2013        | 루가노      | 슈퍼리그    | 3    | 3    | 0    | 0    | –      | –      | –        | –        | 3    | 3    |
| 일본        | 일본        | 일본        | 리그 | 리그 | FA컵 | FA컵 | 리그컵 | 리그컵 | 대륙대회 | 대륙대회 | 총합 | 총합 |
| 2014        | 니가타      | J1리그      | 7    | 1    | 0    | 0    | –      | –      | 0        | 0        | 7    | 1    |
| 2015        | 니가타      | J1리그      | 17   | 7    | 2    | 1    | 9      | 2      | 2        | 1        | 28   | 10   |
| 2016        | 니가타      | J1리그      | 23   | 11   | 0    | 0    | 2      | 0      | 2        | 4        | 25   | 11   |
| 2017        | 우라와      | J1리그      | 25   | 12   | 1    | 0    | 0      | 0      | 9        | 7        | 35   | 19   |
| 커리어 통산 | 커리어 통산 | 커리어 통산 | 108  | 43   | 7    | 1    | 4      | 5      | 9        | 7        | 128  | 56   |